# Fifth Third Center (Cleveland)
Ne doit pas être confondu avec le Fifth Third Center de Nashville
Le Fifth Third Center est un gratte-ciel de 137 mètres de hauteur construit à Cleveland dans l'Ohio aux États-Unis en 1991.
En 2024 c'était l'un des dix plus haut gratte-ciel de Cleveland .
L'architecte est l'agence RTKL